# US Intelligence Community A-Space
Lo US Intelligence Community A-Space (chiamato anche A-Space) è un progetto dell'Office of the Director of National Intelligence (ODNI) — Office of Analytic Transformation and Technology — volto a sviluppare uno spazio di lavoro comune per tutti gli analisti della United States Intelligence Community.

## Caratteristiche
È interfacciabile da normali postazioni di lavoro e fornisce accesso senza precedenti a database condivisi tra le varie "agenzie", la possibilità di ricercare simultaneamente sia tra fonti "aperte", sia "classificate",
funzionalità instant messaging, e strumenti di cooperazione riservati allo HUMINT Control System and Gamma Information Handling (HCS/G). La Defense Intelligence Agency (DIA) è l'organo esecutivo preposto alla "costruzione" della prima fase di A-Space. L'inizio della capacità operativa era stato programmato per il dicembre 2007. Era stato anche previsto che A-Space fosse attivo on line sulla piattaforma federale riservata denominata Joint Worldwide Intelligence Communications System a partire dal 22 settembre 2008.
Nel 2007 la rivista Time aveva stilato una classifica delle invenzioni dell'anno, in cui A-Space appare ad un dignitoso trentaduesimo posto.
A-Space è considerato dal Director of National Intelligence un elemento cruciale della "trasformazione analitica" (Analytic Transformation):

«La trasformazione analitica cerca di cambiare il modo in cui ci accostiamo all'analisi, come interagiamo con i destinatari e fra noi, ed è una delle principali priorità del Director of National Intelligence. L'intelligence degli Stati Uniti è impegnata in una trasformazione fondamentale della missione analitica a livello nazionale.»

Nel programma di trasformazione analitica, sono in corso parecchie iniziative in tre aree:
1. migliorare la qualità dei prodotti analitici,
2. gestire più efficacemente la missione ad un livello di Community,
3. costruire operazioni analitiche più integrate nell'Intelligence Community.[6]

## Pareri di esperti sul miglioramento della collaborazione tra analisti
A-Space, secondo Andrew McAfee della Harvard Business School,
è un modo per condividere informazioni che, nel normale corso degli eventi, potrebbero passare del tutto inosservate. Ha posto in rilievo che "le imprese che fanno grande affidamento sull'innovazione" dispiegano grandi risorse nell'intento di migliorare la comunicazione tra colleghi del medesimo contesto operativo. A parere di Mark Granovetter, la "forza dei legami deboli" stava nel fatto che i legami forti non erano abbastanza per i migliori ambienti innovativi.
I legami interpersonali forti derivano da interazioni durature, frequenti e sostenute; i legami deboli, da interazioni sporadiche e più casuali. Uno strumento come Wikipedia o A-Space promuove la collaborazione tra persone unite da legami deboli, risultando complementare alla tradizionale caratteristica dei legami forti: "costruire una squadra" e "gestione funzionale-trasversale".
"Come trasformi l'analisi?" — chiese Thomas Fingar, vice direttore dell'intelligence nazionale preposto all'analisi presso l'Office of the Director of National Intelligence (ODNI). "Una parola: atteggiamento. Per avere gente che collabora apportando nuovi e vitali talenti alla intelligence community, dobbiamo cambiare il nostro atteggiamento."